# 물벼룩
물벼룩(영어: water flea)은 물벼룩과에 속하는 생물이다.
민물에 사는 아주 작은 갑각류로, 몸길이는 0.2 ~ 1.8mm이다. 머리는 너비가 넓고 반원 모양으로 등쪽에 붙어 있고 갑각은 배쪽에 붙어 있으며, 두 장의 껍질은 대개 반투명하다. 몸빛은 무색이거나 담황색 또는 담홍색을 띤다. 겹눈은 크고 홑눈은 작고, 겹눈이 하나다.
배 뒷부분에는 양쪽에 12 ~ 18개의 가시가 있다. 머리 앞쪽에서 뻗어나온 더듬이으로 노젓기를 하여 헤엄친다. 한국 기준 5월쯤 논에서 물벼룩들이 떼거지로 모여 있다.
혈액/순환계는 개방 순환계로, 혈관 없이 오로지 심장과 혈액만 있으며 심장이 피를 뿜으면 물벼룩의 껍데기는
등과 머리만 붙어있는데, 그 틈 속으로 들어온
물을 따라 피가 온 몸에 전해지는 방식이다.
갑각이 투명하기 때문에 현미경으로 잘 관찰하면
심장이 뛰는 모습을 볼 수 있다.
몸집이 작기 때문에 심장이 빨리 뛴다.
사진 상으로 등 쪽에 척추처럼 길게 들어있는 것은
대장이다.
흑갈색의 알을 여름에는 30개, 겨울에는 두 개가량 낳는데 수정을 하지 않고 유생이 되는 단위생식을 한다.
알은 등 쪽에 들어있으며, 가끔 알 대신 새끼들이 들어있는걸 볼수가 있다. 알이 등 속에 오래 있어서 그런 거라고.
자기 생명에 위협을 느끼면 어미들은 등에 있는 알이나 새끼들을 밖으로 내보낸다. 종족을 지켜내기 위해서 라고 한다.
물벼룩의 먹이는 작은 녹조류이고, 물벼룩은 물고기의 좋은 먹이가 된다. 투명한 갑각이 몸을 감싸고 있어 심장의 박동과 기관의 움직임을 관찰할 수 있기 때문에 독성실험에 자주 이용된다.

## 참고 문헌
- 이 문서에는 다음커뮤니케이션(현 카카오)에서 GFDL 또는 CC-SA 라이선스로 배포한 글로벌 세계대백과사전의 내용을 기초로 작성된 글이 포함되어 있습니다.